# Samuel Dolin
Samuel Joseph Dolin (* 22. August 1917 in Montreal; † 13. Januar 2002 in Midland/Ontario) war ein kanadischer Komponist und Musikpädagoge.

## Leben und Wirken
Dolin studierte zunächst bei Tania und Vladmir Elgart, Stanley Gardner und Vladimir Emenitov und setzte seine Ausbildung am Konservatorium von Toronto und der University of Toronto fort. Von 1942 bis 1945 war er Inspektor für den Musikunterricht in den Counties Durham und Northumberland, Ontario, und unterrichtete an der Trinity College School in Port Hope.
Daneben studierte er Komposition bei John Weinzweig und Ernst Krenek und Klavier bei Weldon Kilburn, Reginald Godden und E. Robert Schmitz. Seit 1945 unterrichtete er Komposition, Musiktheorie und Klavier am Konservatorium von Toronto. 1966 gründete er hier das Studio für elektronische Musik. Zu seinen zahlreichen Schülern zählen Stuart Broomer, Brian Cherney, Steven Gellman, Herbie Helbig, Jim Hiscott, Paul Hoffert, Lorraine Johnson, Moe Koffman, Gary Kulesha, Larysa Kuzmenko, Michel Longtin, John Mills-Cockell, Allan Rae, Eric Robertson, Clark Ross, Ann Southam, Ben Steinberg, Timothy Sullivan, Roman Toi, Ben Trowell, Ruth Watson Henderson, Wes Wraggett und Jack Zaza.

## Werke
- Sinfonietta, 1950
- Serenade for Strings, 1951
- Little Suite für Klavier, 1954
- The Hills of Hebron für gemischten Chor und Klavier, 1954
- Sonatina and Barcarolle für Violine und Klavier, 1954, 1962
- Symphony No. 1 'Elk Falls' , 1956
- Isometric Variables 'Bassooneries in Free Variations' , 1957
- Symphony No. 2, 1957
- Little Toccata für Klavier, 1959
- Sonatina für Klavier, 1959
- Sonata for Violin and Piano, 1960
- Portrait for String Quartet, 1961
- Chloris, Lied für Stimme und Klavier, 1961
- Little Sombrero für Violine und Klavier, 1962
- Sonata for String Orchestra, 1962
- Slightly Square Round Dance für Klavier, 1966
- Fantasy for Piano and Chamber Orchestra, 1967
- Casino 'Greed' , Oper, 1967
- Machina, Filmmusik, 1970
- Concerto Grosso 'Georgian Bay'  für Perkussion, Akkordeon und Tonband, 1970
- Sonata für Akkordeon, 1970
- The Meeting Point, Filmmusik, 1971
- Missionaries, Rundfunkdrama, 1971
- Marchbankantata für Bariton, gemischten Chor, Klavier und Synthesizer, 1971
- Mass für gemischten Chor, 1972
- Drakkar, multimediales Werk, 1972
- If für Klavier, 1972
- Prelude for John Weinzweig für Klavier, 1973
- Concerto for Piano and Orchestra, 1974
- Queekhoven and A.J. für Klavier, 1975
- Symphony No. 3, 1976
- Three Sonatas für Violine, Flöte oder Cello und Tonband, 1973
- Ricercar and Fantasy für Gitarre, 1974
- Adikia, 1975
- Prelude, Interlude and Fantasy für Cello, 1976
- Concerto for Four für zwei Klaviere und zwei Perkussionisten, 1977
- Duo Concertante für Akkordeon und Gitarre, 1977
- Deuteronomy XXXII (Bible) für Stimme und Flöte, 1977
- Sonata für Cello und Klavier, 1978
- Kinesis I and Kinesis II, 1981
- Quintet for Brass, 1981
- Golden Section 'The Biography of a Woman' , 1981
- Concerto for Free Bass Accordion and Orchestra, 1984
- The Hero of Our World, 1985
- Concerto for Oboe and Violoncello with Orchestra, 1989
- Two Vocalises for Two Celli, 1990